# The Trial of Billy Jack
The Trial of Billy Jack est un western américain de Tom Laughlin, sorti en 1974. C'est la suite du film Billy Jack qui était sorti en 1971.

## Fiche technique
- Titre original : The Trial of Billy Jack
- Titre français : The Trial of Billy Jack
- Réalisation : Tom Laughlin
- Scénario : Tom Laughlin et Delores Taylor sous le pseudonyme de Frank et Teresa Christina
- Photographie : Jack A. Marta[1]
- Montage : George Grenville, Michael Kahn
- Musique : Elmer Bernstein
- Production : Taylor-Laughlin Enterprises Investment Corp.
- Producteur : 	Joe Cramer
- Société de distribution : Warner Bros.
- Lieu de tournage : Old Tucson Studios
- Pays d'origine : États-Unis
- Langue : anglais
- Genre : drame
- Durée : 170 minutes
- Dates de sortie :
  - 13 novembre 1974 (États-Unis)

## Distribution
- Tom Laughlin : Billy Jack
- Delores Taylor : Jean Roberts
- Victor Izay : Doc
- Teresa Kelly : Carol
- Sara Lane : Russell
- Geo Anne Sosa : Joanne
- Lynn Baker : Lynn
- Riley Hill : Posner
- Sparky Watt : Sheriff Cole
- Gus Greymountain : Blue Elk
- Sacheen Littlefeather : Patsy Littlejohn
- Michael Bolland : Danny
- Jack Stanley : Grandfather
- Bong-Soo Han : Master Han
- Rolling Thunder : Thunder Mountain
- William Wellman Jr. : garde national